# Tour de la Province de Bielle
Le Tour de la Province de Bielle est une course cycliste disputée au mois de juin autour de la localité de Biella, dans la région du Piémont. Cette compétition succède au Trophée Turin-Bielle, qui fut organisé entre 1940 et 1996,. Elle fait partie du calendrier de l'UCI Europe Tour depuis 2024 en catégorie 1.2. 